# Fort Abraham Lincoln

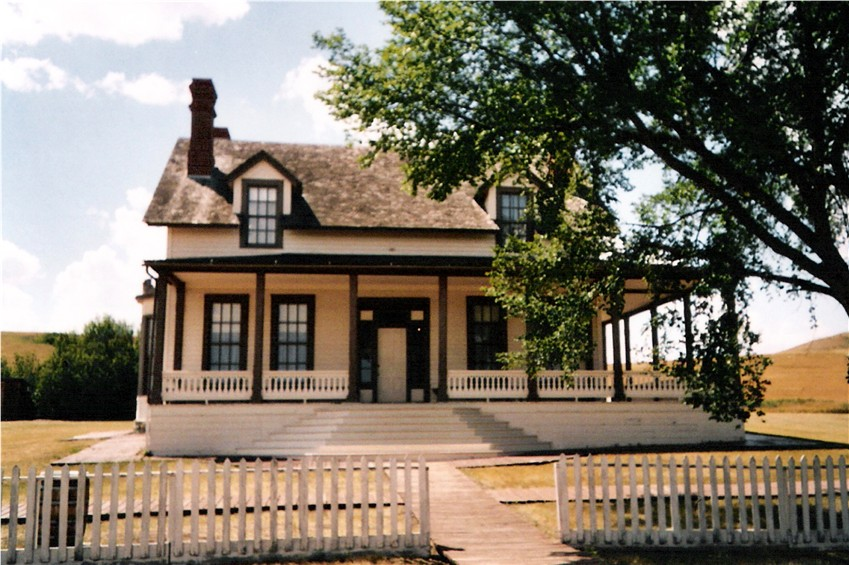
Riproduzione della casa di Custer

Fort Abraham è un parco statale del Dakota del Nord situato 11 km a sud di Mandan negli Stati Uniti d'America. Il parco ospita il On-A-Slant Indian Village e contiene edifici ricostruiti tra cui la casa di Custer. Il presidente Theodore Roosevelt firmò la cessione della terra allo stato nel 1907 col nome di Fort Abraham Lincoln State Park.

## Storia
Gli indiani Mandan costruirono un villaggio alla confluenza di Missouri e Heart attorno al 1575. Costruirono case di terra e prosperarono grazie alla caccia al bisonte ed a vari raccolti. Duecento anni dopo lo scoppio di un'epidemia di vaiolo diminuì notevolmente la popolazione Mandan, ed i sopravvissuti si trasferirono a nord. Negli anni 1870, nello stesso punto in cui i Mandan avevano creato il loro villaggio, fu costruita una postazione militare nel giugno 1872 da due compagnie del 6º fanteria del tenente colonnello Daniel Huston Junior, chiamato Fort McKeen, di fronte a Bismarck, nel territorio del Dakota.

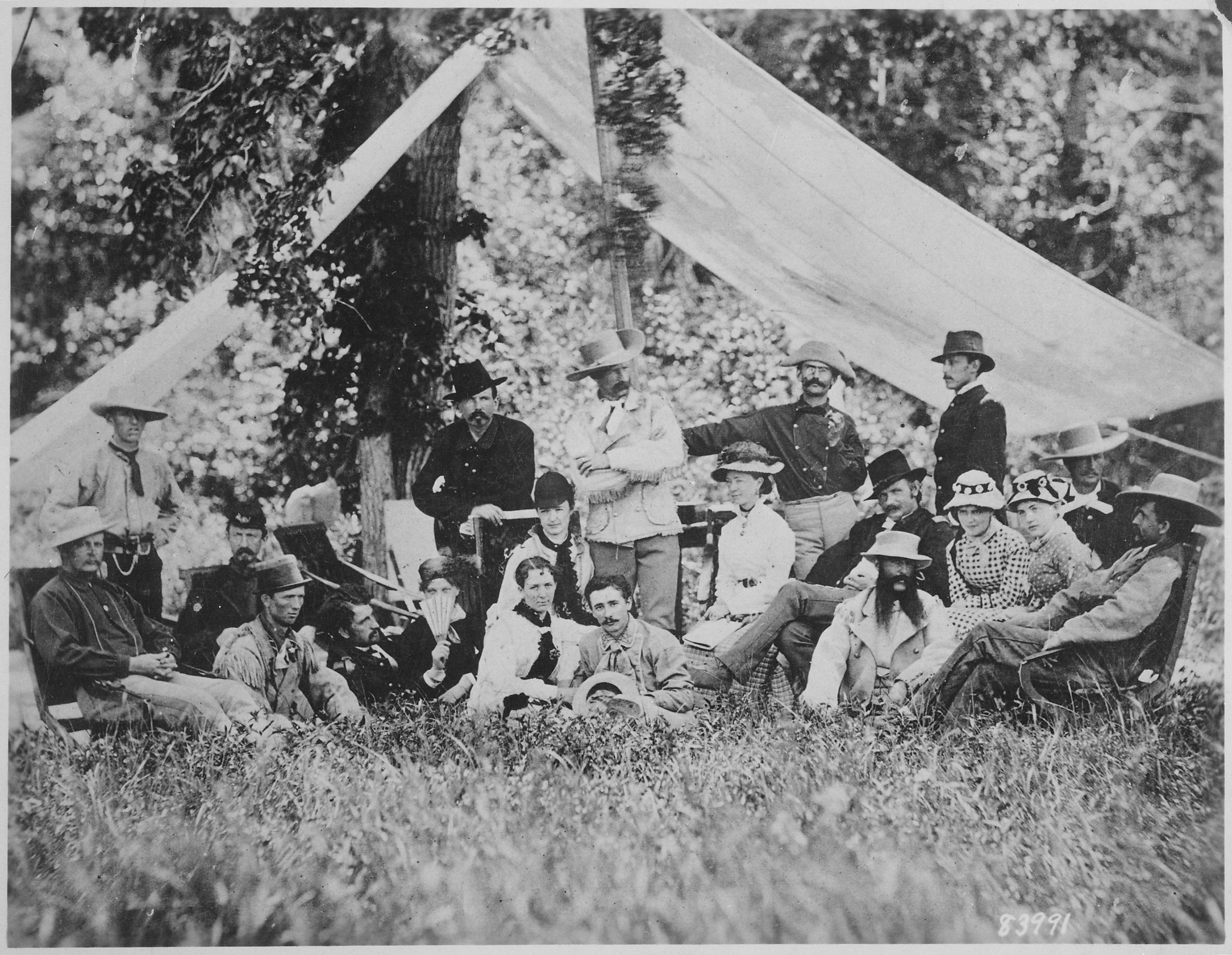
Gruppo di caccia nei pressi di Fort A. Lincoln (Custer si trova al centro)

Il nome della fortezza fu modificato in Fort Abraham Lincoln il 19 novembre 1872, e si espanse verso sud includendo una stazione di cavalleria per sei compagnie. Tra i 78 edifici permanenti in legno di Fort Lincoln c'era un ufficio postale, uno telegrafico, caserme per nove compagnie, sette edifici per ufficiali, sei stalle per la cavalleria, un corpo di guardia, un granaio, magazzini del quartiermastro, un panificio, l'ospedale, la lavanderia e gli edifici per i boscaioli. L'acqua veniva fornita alla fortezza pesandola dal fiume Missouri e trasportandola nei carri.
Nel 1873 il 7º cavalleria si trasferì nella fortezza per garantire l'espansione della Northern Pacific Railway. Il primo comandante della nuova fortezza fu il tenente colonnello George Armstrong Custer, che rimase in carica fino alla morte nel 1876.
Nel 1876 l'esercito partì da qui durante la grande guerra Sioux del 1876, originando la sconfitta di Custer nella battaglia del Little Bighorn mentre cercavano di cacciare gli indiani nelle riserve. Custer e metà dei suoi uomini non tornarono a Fort Lincoln. La fortezza fu abbandonata nel 1891 dopo il completamento nel 1883 della ferrovia fino al Montana. Un anno dopo la fortezza fu abbandonata, i residenti locali smontarono la fortezza per ricavarne legno e chiodi. Nel 1895 un nuovo Fort Lincoln fu costruito sul fiume nei pressi di Bismarck.
Nel 1934 il Civilian Conservation Corps costruì un centro turistico, rifugi e strade. Ricostruirono anche gli edifici militari ponendo pietre miliari per segnare dove un tempo sorgeva la fortezza, e ricostruendo le case di terra dei Mandan. Fu ricreato un villaggio Mandan, chiamato "On-a-Slant Village". La copia della casa di Custer fu costruita nel 1989, in tempo per il centenario del Dakota del Nord. Il parco contiene anche un campeggio ed un'area picnic.

## Contenuto

### On-A-Slant Indian Village

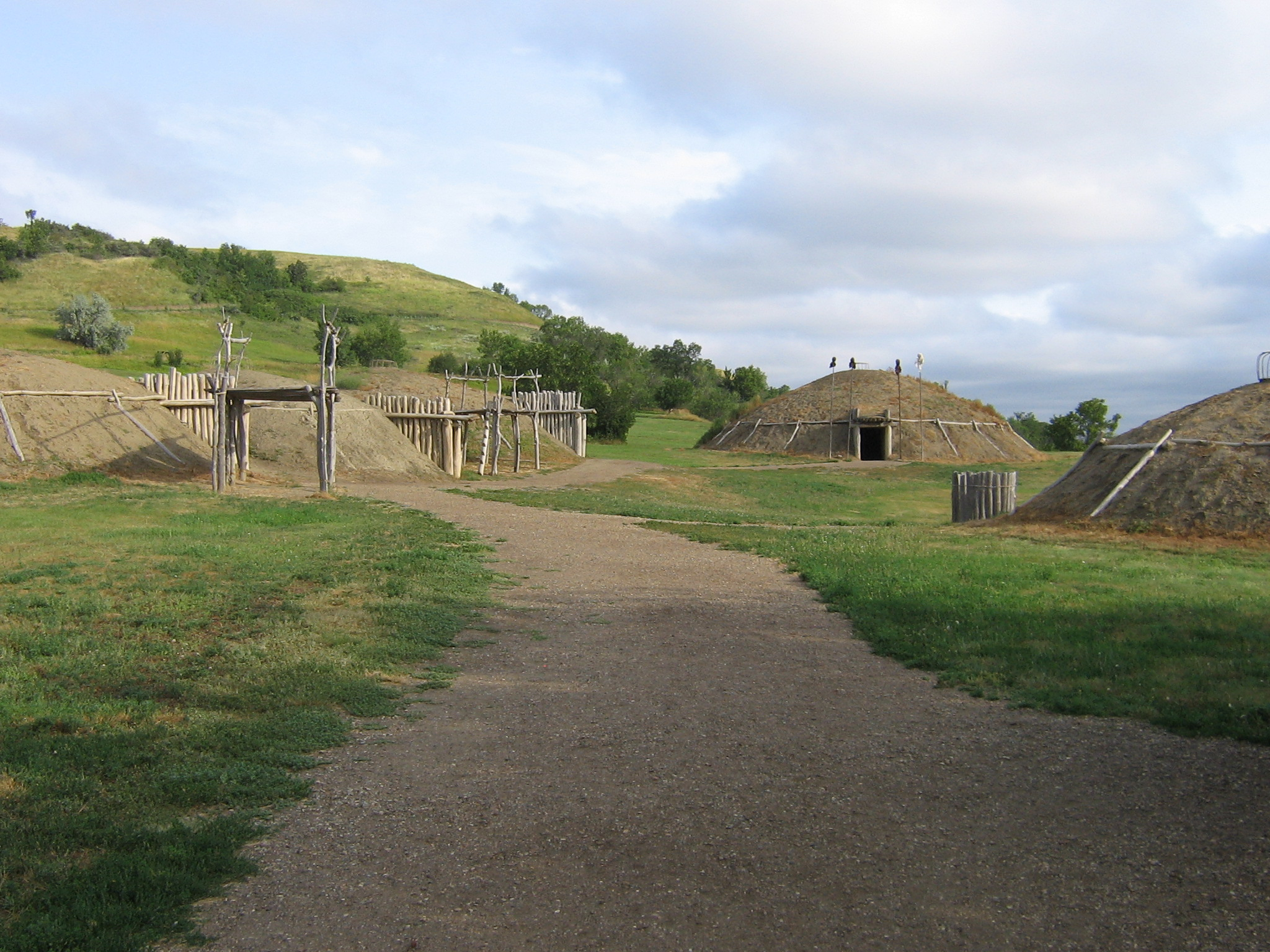
Ricostruzione parziale del villaggio di On-a-Slant

Il villaggio Mandan di On-A-Slant (Mandan: Miti-ba-wa-esh) fu fondato alla fine del XVI secolo e fu abitato fino al 1781. In questi anni i Mandan ebbero tra i sette ed i nove villaggi lungo il Missouri, con una popolazione totale tra le 10 000 e le 15 000 unità. On-a-Slant era il più meridionale dei villaggi ed era composto da circa 86 capanne. La sua popolazione era di circa 1000-1500 persone. Si trovava vicino al punto in cui il fiume Heart ed il fiume Missouri si univano. Fu fortificato con un fossato ed una palizzata per proteggere il cibo e i prodotti commerciali. Le donne Mandan erano responsabili della costruzione delle capanne di terra, costituite da una struttura di legno di pioppo coperta da strati di rami di salice, erba e terra. Queste spesse mura isolavano la capanna sia in estate che in inverno. Il punto più elevato era bucato per permettere l'uscita del fumo e l'entrata della luce solare. Le capanne erano ammassate l'una sull'altra e tutti gli ingressi si affacciavano sulla piazza del villaggio. Ogni capanna ospitava circa 10-15 persone componenti una famiglia allargata. La tribù Mandan viveva di agricoltura e caccia. Il villaggio divenne un centro di commercio, dato che i Mandan erano famosi per la costruzione di ceramiche e per la concia di pelli animali. Nel 1781 un'epidemia di vaiolo colpì i Mandan, uccidendo la maggior parte degli abitanti. I sopravvissuti si trasferirono a nord unendosi agli Hidatsa lungo il fiume Knife.

### Fort Lincoln storico e casa di Custer
Il tenente colonnello George Armstrong Custer e la moglie Libbie abitarono a Fort Abraham Lincoln dal 1873 alla morte di Custer nella battaglia del Little Bighorn nell'estate del 1876. Circa 500 soldati lo abitavano. La prima casa di Custer nella fortezza fu costruita nell'estate del 1873, ma fu distrutta da un incendio nel febbraio 1874. Oggi la casa e sette altri edifici, compresi un dormitorio, il teatro e una stalla sono stati ricostruiti.

## Personalità famose
- Coyote Bianco (noto anche come Sheheke-Shote o Grande Bianco), campo Mandan che accompagnò Lewis e Clark con la famiglia fino a Washington nel 1806 dopo il termine della spedizione di Lewis e Clark, nacque qui attorno al 1766.[6]
- Frank LaFayette Anders, Medal of Honor e uomo d'affari, vi nacque il 10 novembre 1875.